# 물계자
물계자(勿稽子, ?~?)는 신라 내해 이사금 때의 장군이자 충신이다.

## 생애
209년 포상팔국이 아라가야를 침범하자, 왕자 날음을 따라 큰 공을 세웠다. 212년 골포 ·칠포 ·고사포 세 나라가 신라를 공격하자 큰 공을 세우고, 그 해 갈화성을 공격하였을 때도 큰 공을 세웠다. 그러나 태자 날음의 미움을 사서 공을 인정받지 못하였다. 오히려 그는 "장차 무슨 면목으로 거리에 나가 사람들을 만나겠는가"라고 하면서 거문고를 들고 사체산에 들어가 대나무의 물소리를 흉내낸 "물계자가"를 지어 불렀다고 하면서 여생을 보냈다고 전해진다.

## 전기 자료
- 《삼국사기》 권48, 〈열전〉8, 물계자
- 《삼국유사》 권5, 〈피은〉, 물계자